# Axel Johansson (Natt och Dag)
Axel Johansson (Natt och Dag), död 22 augusti 1604, var en svensk ämbetsman.

## Biografi
Axel Johansson (Natt och Dag) var son till Johan Åkesson (Natt och Dag) och Margareta Axelsdotter Bielke. Han blev 21 april 1597 häradshövdingen i Östra härad. Axel Johansson var 1599 ledamot av rätten i Jönköping och var 1600 en av riksrådens domare. Han avled 1604 och begravdes i Göksholmsgraven i Stora Mellösa kyrka tillsammans med sin fru.
Axel Johansson ägde gårdarna Göksholm i Stora Mellösa socken, Kavlås i Hömbs socken och Traneberg i Otterstads socken.

### Familj
Axel Johansson gifte sig 9 mars 1589 med Ingel Bonde (död 1604). Hon var dotter till amireln Jöns Tordsson Bonde och Clara Birgersdotter Grip. De fick tillsammans barnen Åke Axelsson Natt och Dag (1594–1655), assessorn Ture Axelsson (Natt och Dag) (död 1626) i Svea hovrätt, Margareta Axelsdotter (Natt och Dag) (1597–1623) som var gift med ståthållaren Carl Eriksson Sparre, Clara Axelsdotter (Natt och Dag), Ebba Axelsdotter (Natt och Dag) som var gift med befallningsmannen Peder Gudmundsson på Traneberg och Maria Axelsdotter (Natt och Dag) (1604–1649) som var gift med lagmannen Ture Eriksson Sparre.